# Кератоцити рожњаче
Кератоцити рожњаче специјализовани су фибробласти садржани у строми рожњаче, који чини 85-90% њене дебљине. Строма је најдебљи средњи слој рожњаче која поред фибробласта садржи и високо организоване колагене плоче и компоненте интерцелуларног матрикса. Кератоцити играју значајну улогу у одржавању транспарентности рожњаче, њеном обнављању у случају оштећења и синтези њених компоненти. У неоштећеној рожњачи кератоцити су у неактивном стању, а активирају се у случају оштећења или запаљења различите генезе. Након оштећења рожњаче, део кератоцити који се налазе испод места оштећења одмах пролазе кроз процес апоптозе. Сваки неуспех у високо организованом процесу зарастања рожњаче може довести до њеног замућења. 
Прекомерна апоптоза кератоцита део је патолошког процеса који лежи у основи дегенеративних промена као што је кератоконус, па су ове ћелије предмет бројних истраживања научника.

## Порекло и функције
Кератоцити потичу из популације кранијалних ћелија нервног гребена, одакле мигрирају у мезенхим. Код неких врста миграција се одвија у два таласа: 
- током првог таласа - формира се епител рожњаче, који синтетише базу строме која у овој фази не садржи ћелије;
- током другог таласа - популација кератоцита мигрира у припремљену строму.

Док се код осталих врста, миграција одвија у једној фази. 
Одмах по уласку у строму, кератоцити почињу да синтетишу молекуле колагена типа I, V, VI и молекуле кератан сулфата. У време када се након рођења очи отворе, већина кератоцита је већ пролиферисала и у неактивном је стању.
На крају развоја ока, мрежа кератоцита строме рожњаче је већ формирана, дендрити суседних кератоцита су у контакту једни са другима, док неактивни кератоцити синтетишу такозване кристалине (који се такође налазе у сочиву ). Кристалини рожњаче, слични кристалима, помажу у одржавању транспарентности рожњаче и обезбеђују оптималну рефракцију ока, а такође су и део антиоксидативне одбране рожњаче. Код људи, кристалини су представљени са АЛДХ1А1, АЛДХ3А1, АЛДХ2 и ТКТ.
Верује се да кератан сулфат, који синтетишу кератоцити, помаже у одржавању оптималне хидратације рожњаче, генетски поремећаји синтезе кератан сулфата доводе до развоја макуларне дистрофије рожњаче. 
Према једној студији, просечан број кератоцита у строми људске рожњаче је приближно 20.500 ћелија по мм³ или 9.600 на простору од 1 мм² у попречном пресеку. Највећа густина кератоцита се примећује у горњих 10% строме рожњаче. Број кератоцита се смањује са годинама за приближно 0,45% годишње.
Након оштећења рожњаче, неки кератоцити пролазе кроз апоптозу, која је узрокована дејством сигналних молекула синтетизованих у горњим слојевима рожњаче, међу којима су препознати следећи сигнални молекули: 
- интерлеукин 1-алфа (ИЛ-1-алфа) и
- фактор некрозе тумора алфа (ТНФ-алфа).

Други суседни кератоцити под утицајем наведених сигналних молекула активирају се, пролиферују и почињу да синтетишу матриксне металопротеиназе, које доприносе ремоделирању ткива. 
Након тешких повреда или тешких упала, део кератоцита се претвара у миофибробласте и почиње да активно синтетише компоненте екстрацелуларног матрикса. Верује се да ову трансформацију изазива ТНФ-бета, па се базална мембрана епител рожњаче обнавља. Када ТНФ-бета престаје да стиже до строме рожњаче и миофибробласти нестају. Преостали активни фибробласти настављају да независно ослобађају ИЛ-1-алфа неко време да би задржали свој такозвани фенотип поправке.
Процес апоптозе кератоцита у активном и неактивном стању привлачи значајну пажњу. Код интактне рожњаче, програмирана ћелијска смрт је веома ретка појава, али одмах након оштећења горњи слој кератоцита испод оштећеног подручја пролази кроз апоптозу. Једна хипотеза објашњава ову брзу реакцију потребом да се што пре заустави процес због могућег ширења инфекције, јер може проћи и до неколико сати док имуне ћелије уђу у рожњачу ока. Са нормалном даљом прогресијом, недостатак кератоцита се убрзо надокнађује митозом суседних кератоцита.
Апоптоза се може уочити и током хируршких интервенција на оку, укључујући кератотомију и ласерска корекција, и може играти важну улогу у развоју постоперативних компликација.

## Клинички значај
Кератоцити могу играти улогу у различитим обољењима рожњаче. Према научним истраживањима, функције кератоцита су значајно измењене код кератоконуса, најчешћег облика дистрофије рожњаче.
Како се апоптоза кератоцита јавља у областима удаљеним од места оштећења епитела, њен узрок прекомерна апоптоза кератоцита у кератоконусу. Према подацима једне студије, у којој је утврђен смањен ниво једног од облика алкохол дехидрогеназе, АДХ1Б сматра се да у овим поренмечајима кератоцити синтетишу знатно мање супероксид дисмутазе 3 у поређењу са кератоцитима здраве рожњаче.